# Music for the Jilted Generation
Music for the Jilted Generation is een album van de Britse dancegroep The Prodigy. Het album kwam uit op het label van XL Recordings op 4 juli 1994.
Het album stond op #1 in de Britse album hitlijsten, #198 op The Billboard 200 en #15 op Heatseekers.
Van het album komen de singles Voodoo People, Poison, No Good (Start the Dance) en One Love.
Het nummer Their Law, een collaboratie met Pop Will Eat Itself werd de titel van het album met muzikale hoogtepunten dat later zou verschijnen.
Music for the Jilted generation werd de definitieve doorbraak van The Prodigy. Het geluid is veel donkerder en zwaarder dan op zijn voorganger. De ene na de andere snellere dansplaat staat erop. Breakbeats worden geprobeerd op Break & Enter. Their law is een samenwerking met Pop Will Eat Itself en laat voor het eerst rockinvloeden horen. MC Maxim laat zich op deze cd ook voor het eerst van zich horen in het nummer Poison. De tracks zijn wat minder melodieus en gaat rechtlijnig door met grote snelheid. Zijn experiment breidt hij ook uit tot een deel op het album wat hij Narcotic Suite noemt, de drie laatste nummers van de cd.

## Tracklist
1. "Intro" - 0:45
2. "Break & Enter" - 8:24
3. "Their Law" - 6:40
4. "Full Throttle" - 5:02
5. "Voodoo People" - 6:27
6. "Speedway" - 8:56
7. "The Heat (The Energy)" - 4:27
8. "Poison" - 6:42
9. "No Good (Start the Dance)" - 6:17
10. "One Love" (edit) - 3:53
11. "3 Kilos" - 7:25
12. "Skylined" - 5:56
13. "Claustrophobic Sting" - 7:13